# بيرسون فيرغسون
بيرسون فيرغسون (بالإنجليزية: Pearson Ferguson)‏ (1905 في المملكة المتحدة - ) هو لاعب كرة قدم بريطاني في مركز الهجوم. لعب مع كوين أوف ساوث ونادي كارلايل يونايتد وCork F.C. ‏ ونادي آير يونايتد وKello Rovers F.C. ‏.